# Domingo Juárez
Domingo Juarez fue un político peruano. 
En los años 1860 fue profesor de gramática castellana en el Colegio Nacional de Ciencias y Artes del Cusco. Fue elegido diputado suplente por la provincia de Chumbivilcas entre 1868 y 1871 durante el gobierno de José Balta y reelecto en 1872 durante el gobierno de Manuel Pardo.